# Pseudosmittia terrestris
Pseudosmittia terrestris är en tvåvingeart som först beskrevs av Maurice Emile Marie Goetghebuer 1941.  Pseudosmittia terrestris ingår i släktet Pseudosmittia och familjen fjädermyggor. Inga underarter finns listade i Catalogue of Life.